# Fremont (Nebraska)
Fremont is een plaats (city) in de Amerikaanse staat Nebraska, en valt bestuurlijk gezien onder Dodge County.

## Demografie
Bij de volkstelling in 2000 werd het aantal inwoners vastgesteld op 25.174.
In 2006 is het aantal inwoners door het United States Census Bureau geschat op 25.417, een stijging van 243 (1,0%).

## Geografie
Volgens het United States Census Bureau beslaat de plaats een oppervlakte van
19,2 km², geheel bestaande uit land.

## Plaatsen in de nabije omgeving
De onderstaande figuur toont nabijgelegen plaatsen in een straal van 16 km rond Fremont.

## Geboren in Fremont
- Marg Helgenberger (1958), actrice